# La Sen Thai Puvanart
La Sen Thai Puvanart (voller Thronname Somdet Brhat-Anya Chao Lankasena Daya Buvananatha Raja Sri Sadhana Kanayudha; * 1462 in Sawa; † 1495 ebenda) war zwischen 1485 und 1495 König von Lan Chang.
La Sen Thai Puvanart war der sechste Sohn von König Sai Tia Kaphut (reg. 1441–1479) und wurde im Palast erzogen. Er war zunächst Gouverneur von Nong Kae und folgte dann seinem kinderlosen älteren Bruder, Suvanna Ban Lang auf den Thron. Die Krönungsfeierlichkeiten wurden 1491 abgehalten. 
La Sen Thai Puvanart unterhielt friedliche Beziehungen zu seinen Nachbarn Annam und Ayutthaya, mit dem er besonders eng zusammenarbeitete. Der König war insbesondere an religiösen und rechtlichen Themen interessiert und ließ zahlreiche Bauten zur Förderung des Buddhismus errichten. 
La Sen Thai Puvanart starb eines plötzlichen Todes und hinterließ einen Sohn, der ihm als König Somphu nachfolgte.